# 1620
| 1620               |
| ------------------ |
| Dødsfald - Fødsler |
| • Begivenheder     |

| Gregoriansk kalender | 1620 MDCXX              |
| Ab urbe condita      | 2373                    |
| Armensk kalender     | 1069 ԹՎ ՌԿԹ             |
| Kinesiske kalender   | 4316 – 4317 己未 – 庚申 |
| Etiopisk kalender    | 1612 – 1613             |
| Jødisk kalender      | 5380 – 5381             |
| Hindukalendere       |                         |
| - Vikram Samvat      | 1675 – 1676             |
| - Shaka Samvat       | 1542 – 1543             |
| - Kali Yuga          | 4721 – 4722             |
| Iransk kalender      | 998 – 999               |
| Islamisk kalender    | 1029 – 1030             |

Konge i Danmark: Christian 4. 1588-1648
Se også 1620 (tal)

## Begivenheder

### Udateret
- Ove Gjedde grundlægger kolonien Trankebar i Indien

### August
- 5. august - Mayflower står ud fra Southampton i England med pilgrimme til Amerika

### September
- 6. september - Pilgrimmene sejler i det berømte skib Mayflower fra Plymouth, England mod Nordamerika for at oprette deres eget samfund
- 12. september - Københavns første apotek, Løveapoteket, åbner.

### November
- 8. november: Slaget ved Det Hvide Bjerg der var et af de tidligste slag i Trediveårskrigen
- 19. november - pilgrimmene på Mayflower får land i sigte – i dag kendt som Cape Cod
- 21. november 102 puritanske emigranter (de såkaldte "pilgrimfædre") om bord på skibet Mayflower lander efter 66 døgn på havet ved Cape Cod i det nuværende Massachusetts og grundlægger den første engelske koloni

## Født
- Albert Bartholin, dansk rektor og litterærhistoriker (død 1663).